# Pääkkönenit
Pääkkönenit ist ein sehr selten vorkommendes Mineral aus der Mineralklasse der „Sulfide und Sulfosalze“. Es kristallisiert im monoklinen Kristallsystem mit der chemischen Zusammensetzung Sb2AsS2, ist also ein Antimon-Arsen-Sulfid.
Pääkkönenit ist in jeder Form undurchsichtig und entwickelt nur selten gut ausgebildete Kristalle bis etwa 0,4 Millimeter Größe. Meist findet er sich in Form unregelmäßiger Körner bzw. körniger Mineral-Aggregate von hell- bis dunkelgrauer Farbe und metallischem Glanz. Seine Strichfarbe ist ebenfalls grau mit einem Stich ins Bräunliche.
Mit einer Mohshärte von etwa 2 gehört Pääkkönenit zu den weichen Mineralen, die sich ähnlich wie das Referenzmineral Gips noch mit dem Fingernagel ritzen lassen.

## Etymologie und Geschichte
Erstmals entdeckt wurde Pääkkönenit in der Arsen-Antimon-Lagerstätte Kalliosalo bei Seinäjoki im Westen Finnlands und beschrieben 1981 durch Yu. S. Borodaev, N. N. Mozgova, N. A. Ozerova, N. S. Bortnikov, P. Oivanen und V. Iletuinen. Sie benannten das Mineral nach dem finnischen Geologen Viekko Pääkkönen (1907–1980), um seine Beiträge zur Erforschung der Erzlagerstätten in der Typregion zu ehren.

## Klassifikation
Bereits in der veralteten, aber teilweise noch gebräuchlichen 8. Auflage der Mineralsystematik nach Strunz gehörte der Pääkkönenit zur Mineralklasse der „Sulfide und Sulfosalze“ und dort zur Abteilung der „Sulfide mit dem Stoffmengenverhältnis Metall : S,Se,Te < 1 : 1“, wo er zusammen mit Antimonselit, Bismuthinit, Guanajuatit, Metastibnit, Ottemannit und Stibnit die unbenannte Gruppe II/D.08 bildete.
Die seit 2001 gültige und von der International Mineralogical Association (IMA) verwendete 9. Auflage der Strunz’schen Mineralsystematik ordnet den Pääkkönenit dagegen in die Abteilung der „Metallsulfide mit M : S = 3 : 4 und 2 : 3“ ein. Diese ist weiter unterteilt nach dem genauen Stoffmengenverhältnis, so dass das Mineral entsprechend seiner Zusammensetzung in der Unterabteilung „M : S = 2 : 3“ zu finden ist, wo es als einziges Mitglied die unbenannte Gruppe 2.DB.05b bildet.
Auch die vorwiegend im englischen Sprachraum gebräuchliche Systematik der Minerale nach Dana ordnet den Pääkkönenit in die Klasse der „Sulfide und Sulfosalze“ und dort in die Abteilung der „Sulfidminerale“ ein. Hier ist er als einziges Mitglied in der unbenannten Gruppe 02.11.05 innerhalb der Unterabteilung „Sulfide – einschließlich Seleniden und Telluriden – mit der Zusammensetzung AmBnXp, mit (m+n) : p = 2 : 3“ zu finden.

## Bildung und Fundorte

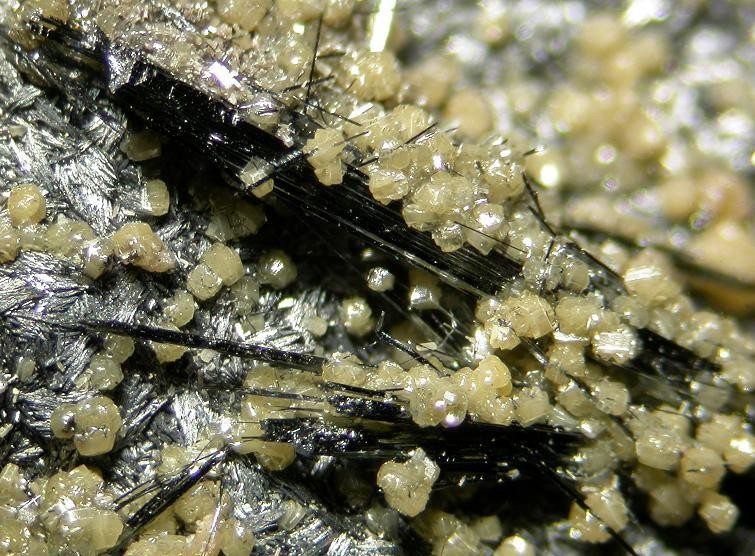
Valentinit (gelbe Kristalle) und Stibnit (schwarze Nadeln) auf Pääkkönenit (silbrige Nadeln) aus Dafeng, Shanglin, Nanning, China (Sichtfeld 7 mm)

Pääkkönenit bildet sich in hydrothermalen Erzlagerstätten, wo er meist in Paragenese mit anderen arsen- und antimonhaltige Minerale wie unter anderem Arsenopyrit, Löllingit, Stibarsen, Stibnit und Vaughanit zu finden ist. Daneben können aber auch gediegen Antimon und Arsen, Quarz, Realgar, Siderit und Sphalerit als Begleitminerale auftreten.
Bisher sind für Pääkkönenit nur knapp 10 Fundorte bekannt, wobei seine Typlokalität Kalliosalo bei Seinäjoki der bisher einzige Fundort in Finnland ist.
Weitere bisher bekannte Fundorte sind die „Golden Giant Mine“ bei Marathon in der kanadischen Provinz Ontario, ein Kermesit-Fundort (unbenannte Antimongrube) bei Dafeng nahe Shanglin in China, Příbram in der tschechischen Region Böhmen, die „Matra-Mine“ in der französischen Gemeinde Moïta (Haute-Corse), die „Plaka Minen“ bei Lavrio in der griechischen Region Attika und die „Cryo-Genie Mine“ bei Warner Springs im San Diego County (Kalifornien) in den Vereinigten Staaten von Amerika (USA).

## Kristallstruktur
Pääkkönenit kristallisiert monoklin in der Raumgruppe C2/m (Raumgruppen-Nr. 12) mit den Gitterparametern a = 10,75 Å; b = 3,96 Å; c = 12,49 Å und β = 115,2° sowie vier Formeleinheiten pro Elementarzelle.